# Coquillettidia buxtoni
Coquillettidia buxtoni är en tvåvingeart som först beskrevs av Edwards 1923.  Coquillettidia buxtoni ingår i släktet Coquillettidia och familjen stickmyggor. Inga underarter finns listade i Catalogue of Life.